# Церква Воздвиження Чесного Хреста Господнього (Романівка)
Церква Воздвиження Чесного Хреста Господнього в Романівці — парафія і храм Теребовлянського благочиння Тернопільської єпархії Православної церкви України в селі Романівка Тернопільського району Тернопільської области.

## Історія церкви
У центрі села є церква Воздвиження Чесного Хреста Господнього. У 1735 році на її місці стояла дерев'яна церква. Новий храм із червоного каменю збудували у 1842 році. Довгий час він був дочірнім до церкви святого Архистратига Михаїла в селі Нова Могильниця.
Кількість парафіян була значною: у 1842 році їх налічувалося 1900, а у 1935 році — 1960 осіб.
З 1935 року церква стала самостійною. У середині 1960-х років вона була закритою протягом кількох років.
За переказами старожилів, Царські врата іконостасу були перенесені з Підгорянського монастиря, коли польська влада розпочала його руйнування.

## Парохи
- о. Петро Савчинський (згадка 1882),
- о. Володимир Балько,
- о. Іван Яворський (з 1910),
- о. Володимир Балько (1924),
- о. Кошик,
- о. Гайдукевич,
- о. Пеняк,
- о. Павко (1979—1983),
- о. Валерій Кудряков (1983),
- о. Павло Крицький (1984—1989),
- о. Б. Піскорський (1989—1991),
- о. Михайло Бобик (1991—1992),
- о. Михайло Кокора (з 1992).